# あしたを許して
あしたを許して（あしたをゆるして）は、2006年3月8日にリリースされた妖精帝國の1作目のシングル。

## 解説
PCゲーム『AR 〜忘れられた夏〜』オープニングテーマとして発表された楽曲で、カップリングの「menimi」と「Vermilion Tiara」はそれぞれエンディングテーマと挿入歌に使用されている。

## 収録曲
全作曲・編曲：橘尭葉
1. あしたを許して [5:20] 
  - 作詞：畑亜貴
2. Vermilion Tiara [3:59] 
  - 作詞：畑亜貴
3. memini [4:34] 
  - 作詞：橘尭葉
4. あしたを許して (off vocal)
5. Vermilion Tiara (off vocal)
6. memini (off vocal)